# Portugália a 2012. évi nyári olimpiai játékokon
Portugália a nagy-britanniai Londonban megrendezett 2012. évi nyári olimpiai játékok egyik részt vevő nemzete volt. Az országot az olimpián 14 sportágban 77 sportoló képviselte, akik összesen 1 érmet szereztek.

## Érmesek
| Érem  | Versenyző                      | Sportág    | Versenyszám               |
| ----- | ------------------------------ | ---------- | ------------------------- |
| Ezüst | Fernando Pimenta Emanuel Silva | Kajak-kenu | Férfi kajak kettes 1000 m |

## Asztalitenisz
Férfi
| Versenyző                                  | Versenyszám | Selejtező         | 64-es főtábla     | 48-as főtábla                                               | 32-es főtábla                            | Nyolcaddöntő                                                                   | Negyeddöntő                                                   | Elődöntő          | Döntő             | Helyezés |
| Versenyző                                  | Versenyszám | Ellenfél Eredmény | Ellenfél Eredmény | Ellenfél Eredmény                                           | Ellenfél Eredmény                        | Ellenfél Eredmény                                                              | Ellenfél Eredmény                                             | Ellenfél Eredmény | Ellenfél Eredmény | Helyezés |
| ------------------------------------------ | ----------- | ----------------- | ----------------- | ----------------------------------------------------------- | ---------------------------------------- | ------------------------------------------------------------------------------ | ------------------------------------------------------------- | ----------------- | ----------------- | -------- |
| Marco Freitas                              | Egyes       | erőnyerő          | erőnyerő          | Luis Lin (DOM) · 11-6, 11-5, 12-10, 11-3                    | O Szangun (KOR) · 8-11, 6-11, 2-11, 8-11 | kiesett                                                                        | kiesett                                                       | kiesett           | kiesett           | 17.      |
| João Monteiro                              | Egyes       | erőnyerő          | erőnyerő          | William Henzell (AUS) · 11-2, 8-11, 9-11, 6-11, 11-6, 10-12 | kiesett                                  | kiesett                                                                        | kiesett                                                       | kiesett           | kiesett           | 33.      |
| Tiago Apolónia Marco Freitas João Monteiro | Csapat      |                   |                   |                                                             |                                          | Nagy-Britannia (GBR) · Andrew Baggaley · Paul Drinkhall · Liam Pitchford · 3–0 | Dél-Korea (KOR) · Ju Szungmin · Csu Szehjok · O Szangun · 2-3 | kiesett           | kiesett           | 5.       |

Női
| Versenyző        | Versenyszám | Selejtező         | 64-es főtábla                                                        | 48-as főtábla     | 32-es főtábla     | Nyolcaddöntő      | Negyeddöntő       | Elődöntő          | Döntő             | Helyezés |
| Versenyző        | Versenyszám | Ellenfél Eredmény | Ellenfél Eredmény                                                    | Ellenfél Eredmény | Ellenfél Eredmény | Ellenfél Eredmény | Ellenfél Eredmény | Ellenfél Eredmény | Ellenfél Eredmény | Helyezés |
| ---------------- | ----------- | ----------------- | -------------------------------------------------------------------- | ----------------- | ----------------- | ----------------- | ----------------- | ----------------- | ----------------- | -------- |
| Lei Huang Mendes | Egyes       | erőnyerő          | Nanthana Khamvong (THA) · 11-4, 11-3, 6-11, 14-12, 8-11, 2-11, 10-12 | kiesett           | kiesett           | kiesett           | kiesett           | kiesett           | kiesett           | 49.      |

## Atlétika
Férfi
| Versenyző        | Versenyszám     | Előfutam | Előfutam | Előfutam | Elődöntő | Elődöntő | Elődöntő | Döntő         | Döntő         |
| Versenyző        | Versenyszám     | Idő      | Hely.    | Össz.    | Idő      | Hely.    | Össz.    | Idő           | Helyezés      |
| ---------------- | --------------- | -------- | -------- | -------- | -------- | -------- | -------- | ------------- | ------------- |
| Arnaldo Abrantes | 200 m           | 20,88    | 5.       | 39.      | kiesett  | kiesett  | kiesett  | kiesett       | kiesett       |
| João Almeida     | 110 m gát       | 13,69    | 6.       | 31.      | kiesett  | kiesett  | kiesett  | kiesett       | kiesett       |
| Jorge Paula      | 400 m gát       | 51,40    | 8.       | 41.      | kiesett  | kiesett  | kiesett  | kiesett       | kiesett       |
| Alberto Paulo    | 3000 m akadály  | 8:40,74  | 12.      | 31.*     |          |          |          | kiesett       | kiesett       |
| Luís Feiteira    | Maraton         |          |          |          |          |          |          | 2:19:40       | 48.           |
| Rui Pedro Silva  | Maraton         |          |          |          |          |          |          | nem ért célba | nem ért célba |
| João Vieira      | 20 km gyaloglás |          |          |          |          |          |          | 1:20:41       | 11.           |
| João Vieira      | 50 km gyaloglás |          |          |          |          |          |          | nem ért célba | nem ért célba |
| Pedro Isidro     | 50 km gyaloglás |          |          |          |          |          |          | 3:58:59       | 40.           |

| Versenyző    | Versenyszám | Selejtező | Selejtező | Döntő    | Döntő    |
| Versenyző    | Versenyszám | Eredmény  | Helyezés  | Eredmény | Helyezés |
| ------------ | ----------- | --------- | --------- | -------- | -------- |
| Edi Maia     | Rúdugrás    | 520 cm    | 24.       | kiesett  | kiesett  |
| Marcos Chuva | Távolugrás  | 755 cm    | 28.       | kiesett  | kiesett  |
| Marco Fortes | Súlylökés   | 20,06 m   | 15.       | kiesett  | kiesett  |

Női
| Versenyző        | Versenyszám     | Előfutam | Előfutam | Előfutam | Elődöntő | Elődöntő | Elődöntő | Döntő    | Döntő    |
| Versenyző        | Versenyszám     | Idő      | Hely.    | Össz.    | Idő      | Hely.    | Össz.    | Idő      | Helyezés |
| ---------------- | --------------- | -------- | -------- | -------- | -------- | -------- | -------- | -------- | -------- |
| Vera Barbosa     | 400 m gát       | 55,22    | 3.       | 12.      | 56,27    | 7.       | 21.      | kiesett  | kiesett  |
| Clarisse Cruz    | 3000 m akadály  | 9:30,06  | 5.       | 15.      |          |          |          | 9:32,44  | 11.      |
| Sara Moreira     | 10 000 m        |          |          |          |          |          |          | 31:16,44 | 14.      |
| Jéssica Augusto  | Maraton         |          |          |          |          |          |          | 2:25:11  | 7.       |
| Marisa Rodrigues | Maraton         |          |          |          |          |          |          | 2:26:13  | 13.      |
| Dulce Félix      | Maraton         |          |          |          |          |          |          | 2:28:12  | 21.      |
| Ana Cabecinha    | 20 km gyaloglás |          |          |          |          |          |          | 1:28:03  | 9.       |
| Inês Henriques   | 20 km gyaloglás |          |          |          |          |          |          | 1:29:54  | 15.      |
| Vera Santos      | 20 km gyaloglás |          |          |          |          |          |          | 1:35:51  | 49.      |

| Versenyző            | Versenyszám   | Selejtező | Selejtező | Döntő    | Döntő    |
| Versenyző            | Versenyszám   | Eredmény  | Helyezés  | Eredmény | Helyezés |
| -------------------- | ------------- | --------- | --------- | -------- | -------- |
| Maria Leonor Tavares | Rúdugrás      | 410 cm    | 31.*      | kiesett  | kiesett  |
| Patrícia Mamona      | Hármasugrás   | 14,11 m   | 13.       | kiesett  | kiesett  |
| Irina Rodrigues      | Diszkoszvetés | 57,23 m   | 32.       | kiesett  | kiesett  |
| Vânia Silva          | Kalapácsvetés | 62,81 m   | 35.       | kiesett  | kiesett  |

* - egy másik versenyzővel azonos időt/eredményt ért el

## Cselgáncs
Férfi
| Versenyző | Versenyszám | Selejtező         | 32-es főtábla                           | Nyolcaddöntő      | Negyeddöntő       | Elődöntő          | Vigaszág elődöntő | Bronz- mérkőzés   | Döntő             | Helyezés |
| Versenyző | Versenyszám | Ellenfél Eredmény | Ellenfél Eredmény                       | Ellenfél Eredmény | Ellenfél Eredmény | Ellenfél Eredmény | Ellenfél Eredmény | Ellenfél Eredmény | Ellenfél Eredmény | Helyezés |
| --------- | ----------- | ----------------- | --------------------------------------- | ----------------- | ----------------- | ----------------- | ----------------- | ----------------- | ----------------- | -------- |
| João Pina | Könnyűsúly  | erőnyerő          | Volodimir Szoroka (UKR) · 001(1)-010(2) | kiesett           | kiesett           | kiesett           |                   |                   |                   | 17.      |

Női
| Versenyző      | Versenyszám  | Selejtező                           | Nyolcaddöntő                          | Negyeddöntő       | Elődöntő          | Vigaszág elődöntő | Bronz- mérkőzés   | Döntő             | Helyezés |
| Versenyző      | Versenyszám  | Ellenfél Eredmény                   | Ellenfél Eredmény                     | Ellenfél Eredmény | Ellenfél Eredmény | Ellenfél Eredmény | Ellenfél Eredmény | Ellenfél Eredmény | Helyezés |
| -------------- | ------------ | ----------------------------------- | ------------------------------------- | ----------------- | ----------------- | ----------------- | ----------------- | ----------------- | -------- |
| Joana Ramos    | Harmatsúly   | erőnyerő                            | Priscilla Gneto (FRA) · 000(0)-100(1) | kiesett           | kiesett           |                   |                   |                   | 9.       |
| Telma Monteiro | Könnyűsúly   | Marti Malloy (USA) · 000(0)-001(0)  | kiesett                               | kiesett           | kiesett           |                   |                   |                   | 17.      |
| Yahima Ramirez | Félnehézsúly | Gemma Gibbons (GBR) · 000(0)-100(0) | kiesett                               | kiesett           | kiesett           |                   |                   |                   | 17.      |

## Evezés
Férfi
| Versenyző               | Versenyszám              | Előfutam | Előfutam | Vigaszág | Vigaszág | Elődöntő | Elődöntő | Elődöntő | Döntő | Döntő   | Döntő | Helyezés |
| Versenyző               | Versenyszám              | Idő      | Hely.    | Idő      | Hely.    | Típus    | Idő      | Hely.    | Típus | Idő     | Hely. | Helyezés |
| ----------------------- | ------------------------ | -------- | -------- | -------- | -------- | -------- | -------- | -------- | ----- | ------- | ----- | -------- |
| Pedro Fraga Nuno Mendes | Könnyűsúlyú kétpárevezős | 6:37,91  | 2.       |          |          | A/B      | 6:37,99  | 3.       | A     | 6:44,80 | 5.    | 5.       |

## Kajak-kenu

### Síkvízi
Férfi
| Versenyző                      | Versenyszám         | Előfutam | Előfutam | Előfutam | Elődöntő | Elődöntő | Elődöntő | Döntő | Döntő    | Döntő    | Helyezés |
| Versenyző                      | Versenyszám         | Idő      | Hely.    | Össz.    | Idő      | Hely.    | Össz.    | Típus | Idő      | Helyezés | Helyezés |
| ------------------------------ | ------------------- | -------- | -------- | -------- | -------- | -------- | -------- | ----- | -------- | -------- | -------- |
| Fernando Pimenta Emanuel Silva | Kajak kettes 1000 m | 3:13,710 | 2.       | 2.       | 3:14,017 | 3.       | 5.       | A     | 3:09,699 | 2.       |          |

Női
| Versenyző                                                       | Versenyszám        | Előfutam | Előfutam | Előfutam | Elődöntő | Elődöntő | Elődöntő | Döntő | Döntő    | Döntő    | Helyezés |
| Versenyző                                                       | Versenyszám        | Idő      | Hely.    | Össz.    | Idő      | Hely.    | Össz.    | Típus | Idő      | Helyezés | Helyezés |
| --------------------------------------------------------------- | ------------------ | -------- | -------- | -------- | -------- | -------- | -------- | ----- | -------- | -------- | -------- |
| Teresa Portela                                                  | Kajak egyes 200 m  | 42,673   | 3.       | 13.      | 41,562   | 3.       | 7.       | A     | 46,549   | 8.       | 8.       |
| Teresa Portela                                                  | Kajak egyes 500 m  | 1:51,887 | 2.       | 2.       | 1:53,064 | 3.       | 11.      | B     | 1:53,597 | 3.       | 11.      |
| Joana Vasconcelos Beatriz Gomes                                 | Kajak kettes 500 m | 1:44,660 | 2.       | 7.       | 1:43,305 | 3.       | 8.       | A     | 1:44,924 | 6.       | 6.       |
| Teresa Portela Joana Vasconcelos Beatriz Gomes Helena Rodrigues | Kajak négyes 500 m | 1:32,785 | 2.D      | 2.       |          |          |          | A     | 1:33,453 | 6.       | 6.       |

## Kerékpározás

### Hegyi-kerékpározás
| Versenyző  | Versenyszám        | Idő             | Helyezés |
| ---------- | ------------------ | --------------- | -------- |
| David Rosa | Férfi terepverseny | 1:33:50 (+4:43) | 27.      |

### Országúti kerékpározás
Férfi
| Versenyző                  | Versenyszám   | Idő                 | Helyezés |
| -------------------------- | ------------- | ------------------- | -------- |
| Manuel Cardoso             | Mezőnyverseny | 5:46:37 (+0:40)     | 49.      |
| Rui Alberto Faria Da Costa | Mezőnyverseny | 5:46:05 (+0:08)     | 13.      |
| Nélson Filipe Oliveira     | Mezőnyverseny | 5:46:37 (+0:40)     | 69.      |
| Nélson Filipe Oliveira     | Időfutam      | 54:41,57 (+4:02,03) | 18.      |

## Lovaglás
Díjlovaglás
| Versenyző        | Ló   | Versenyszám | 1. kör | 1. kör | 2. kör | 2. kör | Döntő     | Döntő   | Végeredmény | Végeredmény |
| Versenyző        | Ló   | Versenyszám | 1. kör | 1. kör | 2. kör | 2. kör | Technikai | Művészi | Végeredmény | Végeredmény |
| Versenyző        | Ló   | Versenyszám | Pont   | Hely.  | Pont   | Hely.  | Pont      | Pont    | Pont        | Helyezés    |
| ---------------- | ---- | ----------- | ------ | ------ | ------ | ------ | --------- | ------- | ----------- | ----------- |
| Gonçalo Carvalho | Rubi | Egyéni      | 71,520 | 22.    | 74,222 | 13.    | 74,643    | 80,571  | 77,607      | 16.         |

Díjugratás
| Versenyző               | Ló     | Versenyszám | Selejtező | Selejtező | Selejtező | Selejtező | Selejtező | Selejtező | Selejtező | Selejtező | Döntő  | Döntő  | Döntő  | Végeredmény | Végeredmény |
| Versenyző               | Ló     | Versenyszám | 1. kör    | 1. kör    | 2. kör    | 2. kör    | 2. kör    | 3. kör    | 3. kör    | 3. kör    | 1. kör | 1. kör | 2. kör | Végeredmény | Végeredmény |
| Versenyző               | Ló     | Versenyszám | Bünt.     | Hely.     | Bünt.     | Össz.     | Hely.     | Bünt.     | Össz.     | Hely.     | Bünt.  | Hely.  | Bünt.  | Bünt.       | Helyezés    |
| ----------------------- | ------ | ----------- | --------- | --------- | --------- | --------- | --------- | --------- | --------- | --------- | ------ | ------ | ------ | ----------- | ----------- |
| Luciana Diniz-Knippling | Lennox | Egyéni      | 8         | 60.       | 0         | 8         | 31.       | 4         | 12        | 26.       | 1      | 7.     | 9      | 10          | 17.         |

## Sportlövészet
Férfi
| Versenyző  | Versenyszám    | Selejtező | Selejtező | Döntő   | Döntő    |
| Versenyző  | Versenyszám    | Pont      | Helyezés  | Pont    | Helyezés |
| ---------- | -------------- | --------- | --------- | ------- | -------- |
| João Costa | Légpisztoly    | 583       | 8.        | 682,3   | 7.       |
| João Costa | Szabadpisztoly | 559       | 9.*       | kiesett | kiesett  |

Női
| Versenyző      | Versenyszám   | Selejtező | Selejtező | Döntő   | Döntő    |
| Versenyző      | Versenyszám   | Pont      | Helyezés  | Pont    | Helyezés |
| -------------- | ------------- | --------- | --------- | ------- | -------- |
| Joana Castelão | Légpisztoly   | 381       | 15.       | kiesett | kiesett  |
| Joana Castelão | Sportpisztoly | 571       | 33.       | kiesett | kiesett  |

* - öt másik versenyzővel azonos eredményt ért el, szétlövés után 49,5 ponttal a 2. helyen végzett

## Tollaslabda
| Versenyző     | Versenyszám | Csoportkör                                                                                     | Csoportkör | Nyolcaddöntő      | Negyeddöntő       | Elődöntő          | Bronz- mérkőzés   | Döntő             | Helyezés |
| Versenyző     | Versenyszám | Ellenfél Eredmény                                                                              | Hely.      | Ellenfél Eredmény | Ellenfél Eredmény | Ellenfél Eredmény | Ellenfél Eredmény | Ellenfél Eredmény | Helyezés |
| ------------- | ----------- | ---------------------------------------------------------------------------------------------- | ---------- | ----------------- | ----------------- | ----------------- | ----------------- | ----------------- | -------- |
| Pedro Martins | Férfi egyes | G csoport · Peter Gade (DEN) · 14-21, 8-21                                                     | 2.         | kiesett           | kiesett           | kiesett           | kiesett           | kiesett           | 17.      |
| Telma Santos  | Női egyes   | M csoport · Thilini Dzsajaszinghe (SRI) · 21-9, 21-11 · Inthanon Ratchanok (THA) · 12-21, 6-21 | 2.         | kiesett           | kiesett           | kiesett           | kiesett           | kiesett           | 17.      |

## Torna
Férfi
| Versenyző     | Versenyszám      | Selejtező | Selejtező | Döntő    | Döntő    |
| Versenyző     | Versenyszám      | Pontszám  | Helyezés  | Pontszám | Helyezés |
| ------------- | ---------------- | --------- | --------- | -------- | -------- |
| Manuel Campos | Talaj            | 14,166    | 45.       | kiesett  | kiesett  |
| Manuel Campos | Korlát           | 14,400    | 45.       | kiesett  | kiesett  |
| Manuel Campos | Nyújtó           | 13,200    | 63.       | kiesett  | kiesett  |
| Manuel Campos | Gyűrű            | 14,433    | 39.       | kiesett  | kiesett  |
| Manuel Campos | Lólengés         | 12,500    | 59.       | kiesett  | kiesett  |
| Manuel Campos | Egyéni összetett | 82,899    | 35.       | kiesett  | kiesett  |

Női
| Versenyző | Versenyszám      | Selejtező | Selejtező | Döntő    | Döntő    |
| Versenyző | Versenyszám      | Pontszám  | Helyezés  | Pontszám | Helyezés |
| --------- | ---------------- | --------- | --------- | -------- | -------- |
| Zoi Lima  | Talaj            | 12,033    | 78.       | kiesett  | kiesett  |
| Zoi Lima  | Ugrás            | 13,316    | 15.       | kiesett  | kiesett  |
| Zoi Lima  | Felemás korlát   | 11,766    | 72.       | kiesett  | kiesett  |
| Zoi Lima  | Gerenda          | 12,266    | 59.       | kiesett  | kiesett  |
| Zoi Lima  | Egyéni összetett | 49,631    | 53.       | kiesett  | kiesett  |

### Trambulin
| Versenyző       | Versenyszám | Selejtező | Selejtező | Döntő    | Döntő    |
| Versenyző       | Versenyszám | Pontszám  | Helyezés  | Pontszám | Helyezés |
| --------------- | ----------- | --------- | --------- | -------- | -------- |
| Diogo Ganchinho | Férfi       | 61,440    | 15.       | kiesett  | kiesett  |
| Ana Rente       | Női         | 100,275   | 11.       | kiesett  | kiesett  |

## Triatlon
| Versenyző  | Versenyszám | 1,5 km úszás | Depózás 1 | 40 km kerékpározás | Depózás 2 | 10 km futás | Összesítés | Összesítés |
| Versenyző  | Versenyszám | Idő          | Idő       | Idő                | Idő       | Idő         | Idő        | Helyezés   |
| ---------- | ----------- | ------------ | --------- | ------------------ | --------- | ----------- | ---------- | ---------- |
| Bruno Pais | Férfi       | 18:57        | 0:42      | 58:44              | 0:29      | 32:30       | 1:51:22    | 41.        |
| João Silva | Férfi       | 17:22        | 0:36      | 58:54              | 0:26      | 30:33       | 1:47:51    | 9.         |

## Úszás
Férfi
| Versenyző          | Versenyszám      | Előfutam | Előfutam | Előfutam | Elődöntő | Elődöntő | Elődöntő | Döntő     | Döntő    |
| Versenyző          | Versenyszám      | Idő      | Hely.    | Össz.    | Idő      | Hely.    | Össz.    | Idő       | Helyezés |
| ------------------ | ---------------- | -------- | -------- | -------- | -------- | -------- | -------- | --------- | -------- |
| Tiago Venâncio     | 200 m gyors      | 1:52,36  | 7.       | 34.*     | kiesett  | kiesett  | kiesett  | kiesett   | kiesett  |
| Pedro Oliveira     | 200 m hát        | 1:58,83  | 2.       | 20.      | kiesett  | kiesett  | kiesett  | kiesett   | kiesett  |
| Pedro Oliveira     | 200 m pillangó   | 1:58,45  | 1.       | 22.      | kiesett  | kiesett  | kiesett  | kiesett   | kiesett  |
| Simão Morgado      | 100 m pillangó   | 53,26    | 8.       | 32.      | kiesett  | kiesett  | kiesett  | kiesett   | kiesett  |
| Carlos Almeida     | 100 m mell       | 1:01,40  | 3.       | 25.      | kiesett  | kiesett  | kiesett  | kiesett   | kiesett  |
| Diogo Carvalho     | 200 m vegyes     | 2:00,40  | 5.       | 18.      | kiesett  | kiesett  | kiesett  | kiesett   | kiesett  |
| Diogo Carvalho     | 400 m vegyes     | 4:23,06  | 3.*      | 26.*     |          |          |          | kiesett   | kiesett  |
| Arsenyi Lavrentyev | 10 km nyílt vízi |          |          |          |          |          |          | 1:51:37,2 | 19.      |

Női
| Versenyző     | Versenyszám    | Előfutam | Előfutam | Előfutam | Elődöntő | Elődöntő | Elődöntő | Döntő   | Döntő    |
| Versenyző     | Versenyszám    | Idő      | Hely.    | Össz.    | Idő      | Hely.    | Össz.    | Idő     | Helyezés |
| ------------- | -------------- | -------- | -------- | -------- | -------- | -------- | -------- | ------- | -------- |
| Ana Rodrigues | 100 m mell     | 1:10,62  | 5.       | 35.      | kiesett  | kiesett  | kiesett  | kiesett | kiesett  |
| Sara Oliveira | 100 m pillangó | 1:00,44  | 7.       | 36.      | kiesett  | kiesett  | kiesett  | kiesett | kiesett  |
| Sara Oliveira | 200 m pillangó | 2:11,54  | 3.       | 24.      | kiesett  | kiesett  | kiesett  | kiesett | kiesett  |

* - egy másik versenyzővel azonos időt ért el

## Vitorlázás
Férfi
| Versenyző                          | Versenyszám        | Futam | Futam | Futam | Futam | Futam | Futam | Futam | Futam | Futam | Futam | Futam | Futam | Futam | Futam | Futam | Futam   | Pontszám | Helyezés |
| Versenyző                          | Versenyszám        | 1     | 2     | 3     | 4     | 5     | 6     | 7     | 8     | 9     | 10    | 11    | 12    | 13    | 14    | 15    | É       | Pontszám | Helyezés |
| ---------------------------------- | ------------------ | ----- | ----- | ----- | ----- | ----- | ----- | ----- | ----- | ----- | ----- | ----- | ----- | ----- | ----- | ----- | ------- | -------- | -------- |
| João Rodrigues                     | Szörfvitorlázás    | 20    | 16    | 9     | 11    | 23    | 7     | (25)  | 22    | 20    | 3     |       |       |       |       |       | kiesett | 131      | 14.      |
| Gustavo de Lima                    | Laser              | 21    | 24    | 27    | (35)  | 13    | 18    | 3     | 20    | 34    | 13    |       |       |       |       |       | kiesett | 173      | 22.      |
| Álvaro Marinho Miguel Nunes        | 470-es osztály     | 12    | 2     | 16    | 5     | 11    | 7     | 17    | 3     | 10    | (28*) |       |       |       |       |       | 10      | 93       | 8.       |
| Frederico Melo Afonso Domingos     | Csillaghajó        | 14    | 15    | 15    | (16)  | 9     | 10    | 7     | 14    | 10    | 14    |       |       |       |       |       | kiesett | 108      | 15.      |
| Francisco Andrade Bernardo Freitas | Könnyű 49-es dingi | 7     | 2     | 10    | 9     | 10    | 6     | 13    | 5     | 8     | 12    | 9     | 10    | 5     | 14    | (15)  | 14      | 134      | 8.       |

Női
| Versenyző  | Versenyszám  | Futam | Futam | Futam | Futam | Futam | Futam | Futam | Futam | Futam | Futam | Futam   | Pontszám | Helyezés |
| Versenyző  | Versenyszám  | 1     | 2     | 3     | 4     | 5     | 6     | 7     | 8     | 9     | 10    | É       | Pontszám | Helyezés |
| ---------- | ------------ | ----- | ----- | ----- | ----- | ----- | ----- | ----- | ----- | ----- | ----- | ------- | -------- | -------- |
| Sara Carmo | Laser radial | 32    | 22    | 17    | 20    | 27    | 20    | 32    | (38)  | 28    | 24    | kiesett | 222      | 28.      |

| Versenyző                                 | Versenyszám | Csoportkör | Csoportkör | Csoportkör | Csoportkör | Csoportkör | Csoportkör | Csoportkör | Csoportkör | Csoportkör | Csoportkör | Csoportkör | Csoportkör | Csoportkör | Kieséses szakasz | Kieséses szakasz | Kieséses szakasz | Helyezés |
| Versenyző                                 | Versenyszám | FRA        | FIN        | USA        | GBR        | NZL        | RUS        | SWE        | NED        | DEN        | ESP        | AUS        | Pont       | Hely.      | Negyeddöntő      | Elődöntő         | Döntő            | Helyezés |
| ----------------------------------------- | ----------- | ---------- | ---------- | ---------- | ---------- | ---------- | ---------- | ---------- | ---------- | ---------- | ---------- | ---------- | ---------- | ---------- | ---------------- | ---------------- | ---------------- | -------- |
| Rita Gonçalves Mariana Lobato Diana Neves | Elliott 6 m | 0-1        | 0-1**      | 0-1        | 0-1**      | 0-1        | 0-1        | 1-0        | 0-1**      | 0-1        | 0-1        | 0-1        | 1          | 11.        | kiesett          | kiesett          | kiesett          | 11.      |

* - korai rajt miatt kizárták

** - nem ért célba